# Hoffnung (1964)
Hoffnung (Originaltitel: Naděje) ist ein tschechoslowakisches Filmdrama in Schwarzweiß aus dem Jahr 1964 von Karel Kachyňa, der auch – zusammen mit Jan Procházka – das Drehbuch verfasst hatte. In den Hauptrollen sind Hana Hegerová, Rudolf Hrušínský und František Peterka zu sehen. Seine Uraufführung erlebte das Werk am 17. Januar 1964 in der Tschechoslowakei. In der Bundesrepublik Deutschland hatte es seine Premiere am 7. März 1967 im Programm der ARD.

## Handlung
Die Hand, die sich in die Tasche einer über der Stuhllehne hängenden Jacke schiebt, gehört Lucin Savlir. Um sich Schnaps kaufen zu können, versucht er einen Kollegen in der Kantine zu bestehlen. Er wird ertappt und verprügelt. Draußen im Dreck findet ihn Magdalena, eine junge Arbeiterin, die in derben Kleidern in dem großen Industriewerk Laufbänder schmiert und dafür nach Feierabend die Liebe leicht nimmt. Lucin begleitet sie nach Hause, zu einer alten Hütte oben am Rande des Steinbruchs. Zwischen ihm, dem haltlosen Trinker, und der jungen Frau, spinnen sich Bande der Zuneigung an. Lucin fühlt sich in Magdalenas Hütte gleich wie daheim, und Magdalena zeigt seinetwegen den anderen Männern die Tür.
Schon der nächste Morgen bringt jedoch die Enttäuschung für Magdalena: Als sie unerwartet in ihre Wohnung zurückkehrt, findet sie Lucin, eine von ihr versteckte Lohntüte mit Geld in der Hand. Zornig wirft sie Lucin aus dem Haus. Doch Lucin gibt nicht auf. Bald kommt er wieder und schmeichelt sich erneut in Magdalenas Vertrauen. Sie besorgt ihm die verlorene Stellung zurück und bezahlt sogar seine Schulden bei den Kollegen.
Eine gewisse Zeitlang geht alles gut. Magdalena ist glücklich; die beiden schmieden sogar Pläne für die Zukunft, die sie gemeinsam auf einer neuen Arbeitsstelle, unter fremden Menschen, beginnen wollen. Dann aber werden die Frotzeleien der Arbeitskollegen, ihre Anspielungen auf Magdalenas Lebenswandel, unerträglich für Lucin. Er betrinkt sich wieder und wird wegen seiner Stänkereien ein zweites Mal verprügelt. Als er dann heimlich für immer verschwinden will, stellt sich ihm die aus dem Schlaf aufgeschreckte Magdalena in den Weg. Lucin schlägt sie nieder – besinnungslos bleibt die Frau liegen. Vom Schreck ernüchtert, packt Lucin die Bewusstlose in eine Decke, schleppt sie zu den Werkhallen hinunter, setzt sie in einen Lastwagen und fährt in die Stadt, wo er Magdalena in ein Hospital einliefert. Zur Baustelle kehrt er nur noch zurück, um seinen Koffer und den letzten Lohn zu holen. Noch einmal taucht er im Krankenhaus auf – er will Abschied nehmen von Magdalena. Im leeren Gang stehen die beiden voreinander und finden kaum Worte. Doch Magdalenas scheuer Kuss bedeutet mehr Wiedersehen (an Lucins neuer Arbeitsstelle) als Lebewohl.

## Kritiken
Der Evangelische Film-Beobachter zog nach der deutschsprachigen Premiere im Programm der ARD folgendes Fazit: „Tschechoslowakischer Spielfilm mit Kammerspieltönen, der vor allem durch die schauspielerischen Leistungen seiner Hauptdarsteller und durch die einfühlsame Regie Karel Kachynas besticht. Empfehlenswert für alle Erwachsenen.“ Auch das Lexikon des internationalen Films zeigt sich voll des Lobes: „Eine nüchterne  Realitätsbeschreibung einer Gesellschaft, die auf Veränderungen hofft; ohne Anklage, aber deutlich mit einem Funken Optimismus formuliert. Der Film zeichnet sich durch originelle Bildeinfälle, gepflegte Kameraführung und hervorragende Darsteller aus und wird vor allem durch seine Liebe zur Kreatürlichkeit des Menschen sympathisch und anrührend.“